# Labutí píseň (Glee)
Labutí píseň (v anglickém originále Swan Song) je devátá epizoda čtvrté série amerického hudebního televizního seriálu Glee a v celkovém pořadí sedmdesátá pátá epizoda tohoto seriálu. Scénář k epizodě napsala Stacy Traub, režíroval ji Brad Falchuk, jeden z tvůrců seriálu a poprvé se vysílala ve Spojených státech dne 6. prosince 2012 na televizním kanálu Fox. Tato epizoda obsahuje návrat speciálních hostujících hvězd Whoopi Goldberg jako Carmen Tibideaux, děkanka newyorské akademie dramatických umění (NYADA), a Kate Hudson jako Cassandra July, učitelka tance na NYADĚ, na slavnostním večeru zimního večírku školy.

## Příběh

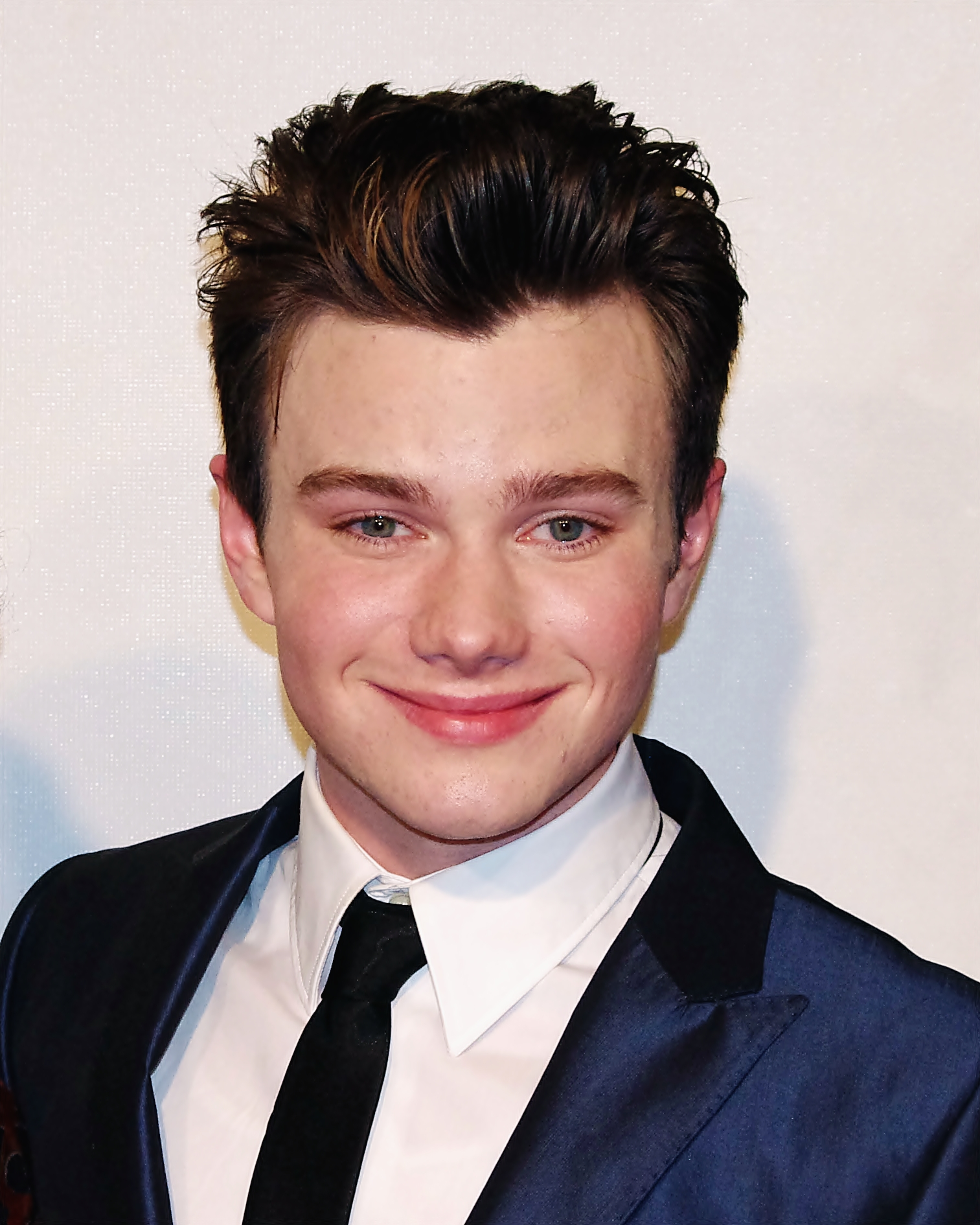
V tomto díle je Kurt Hummel (Chris Colfer) po druhém konkurzu přijat na NYADU

Ihned po kolapsu Marley Rose (Melissa Benoist) během vystoupení na výběrovém kole, ji pomáhá sbor v zákulisí. Členové sboru ale neví, že opuštění jeviště během vystoupení znamená pro sbor diskvalifikaci a i přes snahu Willa Schuestera (Matthew Morrison), aby se New Directions vrátili zpět na pódium, tak přichází Sue Sylvester (Jane Lynch), která jim oznámí, že byli diskvalifikování a porotci jednohlasně zvolili Slavíky z Daltonovy akademie jako vítěze výběrového kola. Tím pádem vystupující sezóna New Directions končí a pro svou vlastní potřebu si zabere posluchárnu, což znamená, že sbor nemá kde zkoušet. Později ale Sue přiznává Becky Jackson (Lauren Potter), že to považuje za prázdné vítězství. Dočasný vedoucí sboru Finn Hudson (Cory Monteith) se snaží shromáždit členy sboru, aby se připravili na nadcházející vánoční koncert, ale celý sbor je sklíčený a Finnovi poukazuje na to, že několik z členů jsou maturanti a nebudou mít "příští rok", kdy opět budou mít šanci zúčastnit se národního kola. Zvláště Tina Cohen-Chang (Jenna Ushkowitz) a Artie Abrams (Kevin McHale) viní Marley za svou porážku. Jako výsledek toho, že vystupující sezóna sboru skončila tak brzy, tak se většina sborů dá do jiných školních různorodých aktivit. Porážka také donutí Sama Evanse (Chord Overstreet) a Brittany Pierce (Heather Morris), aby sobě navzájem vyjádřili své pravé city.
V New Yorku se Kurt Hummel (Chris Colfer) připravuje na svůj druhý pokus na přijímací zkoušky na NYADU a děkanka Carmen Tibideaux (Whoopi Goldberg) předává Rachel Berry (Lea Michele) vysoce prestižní pozvání, aby zpívala na školní zimní přehlídce. Učitelka tance Cassandra July (Kate Hudson) věří, že Rachel není připravená vystupovat na zimní přehlídce a spolu s Rachel mají během vyučovací hodiny taneční souboj v písni "All That Jazz" z muzikálu Chicago. Rachel si uvědomí, že není tak dobrá tanečnice a rozhodne se, že se na zimní přehlídku bude soustředit pouze na svůj zpěv. Kurt navštíví kancelář Carmen a ptá se jí ohledně svého druhého konkurzu, ale ona je ke konkurzu velice kritická a řekne mu, že se na NYADU nehodí. Na zimní přehlídce Rachel vystupuje s písněmi "Being Good Isn't Good Enough" a "O Holy Night" a za obě písně si vyslouží od publika potlesk ve stoje. Po Rachelině výkonu Carmen každého překvapí, když řekne, že dalším vystoupením bude Kurtova přijímací zkouška na NYADU. Rachel pomáhá vystrašenému Kurtovi se uklidnit a rozhodne o písni, kterou zazpívá: "Being Alive" z muzikálu Company a také získává potlesk ve stoje. Rachel vyhrává školní přehlídku jako první prvačka v historii a Kurt je přijat na NYADU.
Rachel volá Finnovi, který je sklíčený poté, co uvidí, že trofeje sboru jsou odnášeny ze sborové místnosti a když vidí, že se sbor rozpadá. Finn přizná, že se cítí jako selhání, potom, co se tohle všechno stalo. Rachel s ním přemýšlí ohledně jejich vzájemných zkušeností se sborem a řekne mu, aby nikdy nevzdával své sny. Marley – jediná studentka, která je nadále odhodlána chodit do sboru – řekne Finnovi, že našla nové místo, kde by sbor mohl zkoušet: schody před školou. Finn požádá ostatní členy sboru, aby se zde v určitý čas setkali. Když ve stanovený čas přijde pouze Marley, tak Finn a Marley začnou zpívat "Don't Dream It's Over", ale pomalu přicházejí a připojují se k ním další členové sboru, až nakonec píseň zpívá celý sbor.

## Seznam písní
- "Somethin' Stupid"
- "All That Jazz"
- "Being Good Isn't Good Enough"
- "O Holy Night"
- "Being Alive"
- "Don't Dream It's Over"

## Obsazení
| Chris Colfer      | Kurt Hummel           |
| Darren Criss      | Blaine Anderson       |
| Jane Lynch        | Sue Sylvester         |
| Kevin McHale      | Artie Abrams          |
| Lea Michele       | Rachel Berry          |
| Cory Monteith     | Finn Hudson           |
| Heather Morris    | Brittany Pierce       |
| Matthew Morrison  | William Schuester     |
| Chord Overstreet  | Sam Evans             |
| Amber Riley       | Mercedes Jones        |
| Naya Rivera       | Santana Lopez         |
| Mark Salling      | Noah „Puck“ Puckerman |
| Harry Shum mladší | Mike Chang            |
| Jenna Ushkowitz   | Tina Cohen-Chang      |